# Tropidozineus rotundicollis
Tropidozineus rotundicollis är en skalbaggsart som först beskrevs av Bates 1863.  Tropidozineus rotundicollis ingår i släktet Tropidozineus och familjen långhorningar. Inga underarter finns listade i Catalogue of Life.